# Communauté de communes du Pays de Fontainebleau
Pour les articles homonymes, voir CCPF.
La communauté de communes du Pays de Fontainebleau est une ancienne communauté de communes française, située dans le département de Seine-et-Marne en région Île-de-France.

## Historique
Créée le 28 décembre 2000, la communauté de communes du pays de Fontainebleau se substitue au District Urbain de l’agglomération de Fontainebleau-Avon (D.A.F.A.) créé le 17 novembre 1960, 2e district de France après celui de Montargis, pour exercer sur le territoire de ces deux communes les compétences assainissement, politique foncière, ordures ménagères et implantation d’établissements d’enseignement.
Il s’agissait déjà en 1960 de résoudre les difficultés conjointes par une mise en commun de moyens : « la création du district urbain ne porterait aucunement atteinte à l’autonomie des communes le constituant, mais faciliterait la solution de nombreux problèmes communs qui se posent à elles, par exemple : l’adduction d’eau, l’enlèvement des ordures ménagères, l’assainissement, l’usine d’épuration, les constructions scolaires, la voirie, l’éclairage, le logement, l’urbanisme, le développement touristique, etc. ».
Par la suite les compétences districales ont été étendues en matière d’urbanisme (1995), au logement (1997) à la voirie communautaire et au développement économique (2000) avant que, en application des dispositions de la loi relative au renforcement et à la simplification de la coopération intercommunale (dite loi Chevènement) de 1999, le District ne soit transformé en une communauté de communes par arrêté préfectoral du 28 décembre 2000.
Les statuts ont été révisés en 2005, afin de les clarifier et d'éviter que certaines actions de la communauté ne puissent être contestées. Hormis la compétence « tourisme », les modifications n’entraînent aucun transfert de charges, ni de personnel des communes vers la C.C.P.F.
Après une période de difficultés institutionnelles, au cours de laquelle les 12 représentants de Fontainebleau et les 12 représentants d'Avon votaient en sens différents, amenant en 2008 l'élection du président de la communauté au bénéfice de l'âge, la communauté a décidé de s'ouvrir à d'autres collectivités. C'est ainsi que Recloses a adhéré à la communauté en juin 2010, .
Le processus d'adhésion de Bourron-Marlotte a été engagé en 2010, ,, .
Au regroupement initial des 2 communes de Fontainebleau et Avon se sont ajoutées :
- en 2012 (27 février 2012) : Bourron-Marlotte et Recloses
- en 2013 (1er avril 2013) : Samois-sur-Seine préalablement membre de la Communauté de communes du Pays de Seine.

La commission départementale de coopération intercommunale (CDCI) du 8 mars 2016 propose que le schéma départemental de coopération intercommunale 2016 prévoit l'intégration à la CAPF des communes d'Amponville, Burcy, Buthiers, Boulancourt, Fromont, Rumont et Nanteau-sur-Essonne, membres de la Communauté de communes des Terres du Gâtinais,.
Elle est dissoute le 1er janvier 2017 à la suite de la création de la nouvelle communauté d'agglomération du Pays de Fontainebleau.

## Territoire communautaire

### Composition
| Nom                   | Code Insee | Gentilé               | Superficie (km2) | Population (dernière pop. légale) | Densité (hab./km2) |
| --------------------- | ---------- | --------------------- | ---------------- | --------------------------------- | ------------------ |
| Fontainebleau (siège) | 77186      | Bellifontains         | 172,05           | 14 637 (2014)                     | 85                 |
| Avon                  | 77014      | Avonnais              | 3,83             | 13 930 (2014)                     | 3 637              |
| Bourron-Marlotte      | 77048      | Bourronais-Marlottins | 11,26            | 2 729 (2014)                      | 242                |
| Recloses              | 77386      | Reclosiots            | 9,35             | 710 (2014)                        | 76                 |
| Samois-sur-Seine      | 77441      | Samoisiens            | 6,33             | 2 093 (2014)                      | 331                |

## Démographie
| 2010   | 2012   | 2013   |
| ------ | ------ | ------ |
| 34 599 | 34 503 | 34 089 |

## Politique et administration

### Siège
Le siège de l'intercommunalité était situé 44 rue du Château à Fontainebleau.

### Élus
La communauté était administrée par un Conseil communautaire dont les 38 membres, élus à la représentation proportionnelle au sein de chacune des communes membres et répartis sensiblement en fonction de la population des communes membres (en moyenne 1 délégué pour 910 habitants) comme suit :
- - communes de moins de 2 500 habitants : 4 délégués
  - communes de 2 501 à 5 000 habitants : 6 délégués
  - communes de 5 001 à 10 000 habitants : 9 délégués
  - communes de plus de 10 000 habitants : 12 délégués

Le Conseil communautaire du 7 avril 2014 a réélu son président, Frédéric Valletoux, maire de Fontainebleau, ainsi que ses huit vice-présidents  :
1. Catherine Triolet, maire de Recloses ;
2. Jean-Pierre Joubert, maire de Bourron-Marlotte ;
3. Marie-Charlotte Nouhaud, maire d'Avon ;
4. Didier Maus, maire de Samois-sur-Seine ;
5. Béatrice Rucheton ;
6. Geneviève Machery ;
7. François Roy ;
8. Chrystel Sombret.

### Liste des présidents
| Période        | Période        | Identité           | Étiquette   | Qualité                                                            |
| -------------- | -------------- | ------------------ | ----------- | ------------------------------------------------------------------ |
| mars 2008      | septembre 2010 | Odette Hugot       | UMP         | Maire-adjointe de Fontainebleau Démissionnaire                     |
| septembre 2010 | décembre 2016  | Frédéric Valletoux | UMP puis LR | Journaliste maire de Fontainebleau Réélu pour le mandat 2014-2020. |

### Compétences
La communauté de communes du Pays de Fontainebleau exerçait les compétences transférées par les communes membres, dans les conditions prévues par le Code général des collectivités territoriales.
Il s'agit des compétences suivantes :
- Aménagement de l’espace : SCOT, révision des POS/PLU,
- Gestion des services de transports publics urbains,
- Action de développement économique portant sur la promotion, l’information et la coordination,
- Études de la zone d’activité sur 90 ha de terrains militaires,
- Gestion d’une usine d’épuration des eaux usées, travaux d’adduction d’eau potable, gestion des services d’assainissement et de distribution d’eau potable, élimination et valorisation des déchets ménagers et assimilés,
- Aménagement et gestion de parcs à autos aux abords de la gare S.N.C.F.,
- Aménagement des abords de la gare S.N.C.F.
- Aménagement et entretien de la voirie communautaire, celle-ci étant limitativement définie (liste des voies concernées : avenue Franklin Roosevelt de la place Patton à la gare routière ; rue et place de la Petite Vitesse ; avenue du Maréchal de Villars et rue Gambetta),
- Poursuite d’une politique cohérente de l’habitat, définition des objectifs et programmes de logement social, garanties d’emprunt dans le cadre de la politique du logement social, mise en commun des contingents de logement,
- Participation à la construction, et à la gestion d’un centre nautique sur les berges de Seine, gestion d’une piscine et son extension,
- Sont également citées trois compétences anciennement spécifiques au District précédent : lutte contre l’incendie et secours, service de logement et installation d’un réémetteur de télévision.

 (mars 2016).
- Si vous ne connaissez pas le sujet, laissez ce bandeau (vous pouvez alors contacter les auteurs).
- Si vous supprimez le contenu mis en cause (vous pouvez préalablement contacter les auteurs),

argumentez précisément cette suppression dans la page de discussion
(un manque de référence n'est pas un argument ; une recherche réelle de référence doit avoir été effectuée, être formellement documentée).
L’ensemble des recettes et dépenses liées à ces activités doit figurer au budget communautaire, les contrats et personnels nécessaires à leur mise en œuvre doivent avoir été transférés par les villes à la structure intercommunale. Les biens, notamment immobiliers, sont mis à disposition par les communes propriétaires au bénéfice de l'intercommunalité.
C’est en raison de cette obligation de transférer les moyens nécessaires à l’exercice des compétences, que la commission locale chargée d'évaluer les transferts de charges (CLETC) a été réunie à la fin de l’année 2003 afin d’évaluer le coût des transferts opérés depuis le 1er janvier 2001 et leur répercussion sur le reversement de l’attribution de compensation. Les communes de Fontainebleau et d’Avon ont à ce titre transféré à la C.C.P.F. leurs O.P.A.H. (Opération Programmée d’Amélioration de l’Habitat) ainsi que la gestion et l’entretien de la voirie devenue communautaire.
C’est à ce titre également que la C.C.P.F. a décidé d’accorder à plusieurs reprises sa garantie d’emprunt pour la réalisation de logement, que des travaux d’assainissement ont pu être décidés et menés de même que ceux nécessaires à la mise aux normes de la piscine.
C’est enfin sur ce fondement que le Conseil Communautaire a décidé de verser une subvention à l’Office de Tourisme, ce dernier menant une action de développement économique.
C’est à ce titre que les trois assemblées locales ont reconnu en 2004 la compétence communautaire pour l’aménagement, l’entretien et la gestion de la zone dite « du Bréau » pour la réalisation d’un hôpital, de logements et équipements.
Il en va autrement de certaines compétences qui peuvent être potentiellement exercées par la C.C.F.A, mais à la condition expresse qu’elles soient reconnues d’intérêt communautaire par les Conseils Municipaux des communes membres selon la règle de la majorité qualifiée (Art L.5214-16-IV du Code Général des Collectivités Territoriales), ce qui dans le cas de la C.C.P.F. exige, l’accord de ces deux assemblées.
C’est le cas :
- des zones d’aménagement concerté (ZAC) qualifiées d’intérêt communautaire,
- de l’aménagement, de l’entretien et de la gestion de zones d’activité d’intérêt communautaire,
- des études d’urbanisme à caractère communautaire.

Dans ce deuxième domaine d’activité, la C.C.P.F. n’exerce une compétence que si les communes décident de la lui confier. Il s’agit donc d’un domaine résiduel, maîtrisé par les conseils municipaux.
Alors que l’intérêt communautaire de tel ou tel projet pouvait jusqu’à présent être défini au « coup par coup », la loi du 13 août 2004 « libertés et responsabilités locales » (article 164) modifiée exige désormais que la notion d’intérêt communautaire soit définie et caractérisée au plus tard le 13 août 2006. À défaut, la communauté exercera alors l’intégralité des compétences visées.
Par conséquent, il conviendra de fixer à brève échéance les critères permettant de qualifier une opération « d’intérêt communautaire », comme nous y invite également la Chambre Régionale des Comptes dans les observations rendues publiques le 5 octobre dernier.

### Régime fiscal et budget
La communauté de communes est financée par la fiscalité professionnelle unique (FPU), qui a succédé a la Taxe professionnelle unique (TPU), et qui assure une péréquation fiscale entre les communes regroupant de nombreuses entreprises et les communes résidentielles.